# جوليو سيزار أباتي
جوليو سيزار أباتي (بالإسبانية: Julio César Abatte)‏ (ولد في مندوزا، الأرجنتين) وهو لاعب كرة قدم أرجنتيني سابق لعب لعدة أندية تشيلية منها نادي أونيفرسيداد دي تشيلي.

## وصلات خارجية
- Profile at BDFA Profile at